# Dniester Bahn 3–8
A Dniester Bahn 3–8 egy osztrák kétcsatlós szerkocsisgőzmozdony-sorozat volt futókerekek nélkül. A Krauss München szállította 1872-ben a Dniester Bahnnak.
A hét mozdony a vasúttársaságnál a 3-8 pályaszámokat és a DROHOBYCZ, BORYSLAW, STRYJ, DNIESTER, LWÓW, PRZEMYS neveket kapta.
1876-ban a Dniester Bahnt államosították és a kkStB 1884-ben átszámozta saját pályaszámrendszere szerint a mozdonyokat a 80.01-06 pályaszámokra. 1894-ben ezt megváltoztatta  és a 31.11-16 pályaszámtartományba osztotta be őket. 1888 körül új kazánokat kaptak a mozdonyok, ezáltal csökkent a súlyuk. A táblázat a kazáncsere utáni adatokat tartalmazza. 1897 és 1899 között selejtezték valamennyit.

## Fordítás
Ez a szócikk részben vagy egészben  a   Dniester Bahn 3-6 című német Wikipédia-szócikk fordításán alapul.  Az eredeti cikk szerkesztőit annak laptörténete sorolja fel. Ez a jelzés csupán a megfogalmazás eredetét és a szerzői jogokat jelzi, nem szolgál a cikkben szereplő információk forrásmegjelöléseként.